# Open 13 2007
Open 13 2007 — тенісний турнір, що проходив на кортах з твердим покриттям у місті Марсель, Франція з 12 лютого . Належав до категорії International Series.

## Фінальна частина

### Одиночний розряд
Жиль Сімон —  Маркос Багдатіс 6–4, 7–6(7–3)

### Парний розряд
Арно Клеман /  Мікаель Льодра —  Марк Ноулз (тенісист) /  Деніел Нестор 7–5, 4–6, [10–8]